# همیشه (فیلم ۱۹۸۹)
همیشه (به انگلیسی: Always) یک فیلم آمریکایی در ژانر عاشقانه و درام محصول سال ۱۹۸۹ به کارگردانی استیون اسپیلبرگ است. با نقش آفرینی ریچارد دریفوس، هالی هانتر، جان گودمن، برد جانسون و آدری هپبورن که آخرین حضورش در دنیای سینما بود. این فیلم توسط یونیورسال استودیوز و یونایتد آرتیستز توزیع شد.
فیلم همیشه، بازسازی یک فیلم عاشقانه-درام به کارگردانی ویکتور فلمینگ محصول ۱۹۴۳ به نام مردی به نام جو است.